# Sarcoscypha occidentalis
A Sarcoscypha occidentalis é uma espécie de fungo da família Sarcoscyphaceae da ordem Pezizales. A análise filogenética mostrou que ela está mais intimamente relacionada a outras espécies de Sarcoscypha que contêm grandes gotículas de óleo em seus esporos. A S. occidentalis tem uma forma imperfeita (reproduzindo-se assexuadamente), classificada como Molliardiomyces occidentalis.
Os ascomas têm copos pequenos e vermelhos brilhantes de até 2 cm de largura sobre um estipe fino e esbranquiçado de até 1 cm de comprimento. A espécie se distingue das espécies relacionadas S. coccinea e S. austriaca por diferenças na distribuição, época de frutificação e estrutura. O fungo pode ser encontrado na América do Norte e na Ásia. Uma espécie saprófita, é encontrada crescendo em galhos de madeira dura, especialmente aqueles que estão parcialmente enterrados em solo úmido e sombreado rico em húmus.

## Taxonomia e filogenia
O fungo, originalmente coletado no condado de Muskingum, Ohio, foi denominado Peziza occidentalis por Lewis David de Schweinitz em 1832. Seu nome atual foi atribuído por Pier Andrea Saccardo em 1888. Andrew Price Morgan renomeou a espécie como Geopyxis occidentalis em 1902 devido a uma semelhança percebida com Geopyxis hesperidea, mas a mudança de nome não foi adotada por autores posteriores. Em 1928, Fred Jay Seaver anulou a denominação de Saccardo e aplicou o nome Plectania a Sarcoscypha coccinea e a outros fungos com copo vermelho. Em revisões taxonômicas posteriores, Richard P. Korf restabeleceu o nome do gênero Sarcoscypha.
O epíteto específico occidentalis, derivado da palavra do latim para "ocidental", pode se referir à distribuição da espécie no hemisfério ocidental.
|  | S. korfiana                                                       |
|  |                                                                   |
|  | \| \| S. occidentalis \| \| \| \| \| \| S. mesocyatha \| \| \| \| |
|  |                                                                   |
|  | S. occidentalis                                                   |
|  |                                                                   |
|  | S. mesocyatha                                                     |
|  |                                                                   |

|  | S. occidentalis |
|  |                 |
|  | S. mesocyatha   |
|  |                 |

|  | \| \| S. dudleyi \| \| \| \| \| \| S. emarginata \| \| \| \| |
|  |                                                              |
|  | S. hosoyae                                                   |
|  |                                                              |
|  | S. dudleyi                                                   |
|  |                                                              |
|  | S. emarginata                                                |
|  |                                                              |

|  | S. dudleyi    |
|  |               |
|  | S. emarginata |
|  |               |

|  | S. korfiana                                                       |
|  |                                                                   |
|  | \| \| S. occidentalis \| \| \| \| \| \| S. mesocyatha \| \| \| \| |
|  |                                                                   |
|  | S. occidentalis                                                   |
|  |                                                                   |
|  | S. mesocyatha                                                     |
|  |                                                                   |

|  | S. occidentalis |
|  |                 |
|  | S. mesocyatha   |
|  |                 |

|  | \| \| S. dudleyi \| \| \| \| \| \| S. emarginata \| \| \| \| |
|  |                                                              |
|  | S. hosoyae                                                   |
|  |                                                              |
|  | S. dudleyi                                                   |
|  |                                                              |
|  | S. emarginata                                                |
|  |                                                              |

|  | S. dudleyi    |
|  |               |
|  | S. emarginata |
|  |               |

|  | S. korfiana                                                       |
|  |                                                                   |
|  | \| \| S. occidentalis \| \| \| \| \| \| S. mesocyatha \| \| \| \| |
|  |                                                                   |
|  | S. occidentalis                                                   |
|  |                                                                   |
|  | S. mesocyatha                                                     |
|  |                                                                   |

|  | S. occidentalis |
|  |                 |
|  | S. mesocyatha   |
|  |                 |

|  | \| \| S. dudleyi \| \| \| \| \| \| S. emarginata \| \| \| \| |
|  |                                                              |
|  | S. hosoyae                                                   |
|  |                                                              |
|  | S. dudleyi                                                   |
|  |                                                              |
|  | S. emarginata                                                |
|  |                                                              |

|  | S. dudleyi    |
|  |               |
|  | S. emarginata |
|  |               |

|  | S. korfiana                                                       |
|  |                                                                   |
|  | \| \| S. occidentalis \| \| \| \| \| \| S. mesocyatha \| \| \| \| |
|  |                                                                   |
|  | S. occidentalis                                                   |
|  |                                                                   |
|  | S. mesocyatha                                                     |
|  |                                                                   |

|  | S. occidentalis |
|  |                 |
|  | S. mesocyatha   |
|  |                 |

|  | \| \| S. dudleyi \| \| \| \| \| \| S. emarginata \| \| \| \| |
|  |                                                              |
|  | S. hosoyae                                                   |
|  |                                                              |
|  | S. dudleyi                                                   |
|  |                                                              |
|  | S. emarginata                                                |
|  |                                                              |

|  | S. dudleyi    |
|  |               |
|  | S. emarginata |
|  |               |

|  | S. korfiana                                                       |
|  |                                                                   |
|  | \| \| S. occidentalis \| \| \| \| \| \| S. mesocyatha \| \| \| \| |
|  |                                                                   |
|  | S. occidentalis                                                   |
|  |                                                                   |
|  | S. mesocyatha                                                     |
|  |                                                                   |

|  | S. occidentalis |
|  |                 |
|  | S. mesocyatha   |
|  |                 |

|  | \| \| S. dudleyi \| \| \| \| \| \| S. emarginata \| \| \| \| |
|  |                                                              |
|  | S. hosoyae                                                   |
|  |                                                              |
|  | S. dudleyi                                                   |
|  |                                                              |
|  | S. emarginata                                                |
|  |                                                              |

|  | S. dudleyi    |
|  |               |
|  | S. emarginata |
|  |               |

|  | S. korfiana                                                       |
|  |                                                                   |
|  | \| \| S. occidentalis \| \| \| \| \| \| S. mesocyatha \| \| \| \| |
|  |                                                                   |
|  | S. occidentalis                                                   |
|  |                                                                   |
|  | S. mesocyatha                                                     |
|  |                                                                   |

|  | S. occidentalis |
|  |                 |
|  | S. mesocyatha   |
|  |                 |

|  | \| \| S. dudleyi \| \| \| \| \| \| S. emarginata \| \| \| \| |
|  |                                                              |
|  | S. hosoyae                                                   |
|  |                                                              |
|  | S. dudleyi                                                   |
|  |                                                              |
|  | S. emarginata                                                |
|  |                                                              |

|  | S. dudleyi    |
|  |               |
|  | S. emarginata |
|  |               |

|  | S. korfiana                                                       |
|  |                                                                   |
|  | \| \| S. occidentalis \| \| \| \| \| \| S. mesocyatha \| \| \| \| |
|  |                                                                   |
|  | S. occidentalis                                                   |
|  |                                                                   |
|  | S. mesocyatha                                                     |
|  |                                                                   |

|  | S. occidentalis |
|  |                 |
|  | S. mesocyatha   |
|  |                 |

|  | \| \| S. dudleyi \| \| \| \| \| \| S. emarginata \| \| \| \| |
|  |                                                              |
|  | S. hosoyae                                                   |
|  |                                                              |
|  | S. dudleyi                                                   |
|  |                                                              |
|  | S. emarginata                                                |
|  |                                                              |

|  | S. dudleyi    |
|  |               |
|  | S. emarginata |
|  |               |

|  | S. korfiana                                                       |
|  |                                                                   |
|  | \| \| S. occidentalis \| \| \| \| \| \| S. mesocyatha \| \| \| \| |
|  |                                                                   |
|  | S. occidentalis                                                   |
|  |                                                                   |
|  | S. mesocyatha                                                     |
|  |                                                                   |

|  | S. occidentalis |
|  |                 |
|  | S. mesocyatha   |
|  |                 |

|  | \| \| S. dudleyi \| \| \| \| \| \| S. emarginata \| \| \| \| |
|  |                                                              |
|  | S. hosoyae                                                   |
|  |                                                              |
|  | S. dudleyi                                                   |
|  |                                                              |
|  | S. emarginata                                                |
|  |                                                              |

|  | S. dudleyi    |
|  |               |
|  | S. emarginata |
|  |               |

|  | S. korfiana                                                       |
|  |                                                                   |
|  | \| \| S. occidentalis \| \| \| \| \| \| S. mesocyatha \| \| \| \| |
|  |                                                                   |
|  | S. occidentalis                                                   |
|  |                                                                   |
|  | S. mesocyatha                                                     |
|  |                                                                   |

|  | S. occidentalis |
|  |                 |
|  | S. mesocyatha   |
|  |                 |

|  | \| \| S. dudleyi \| \| \| \| \| \| S. emarginata \| \| \| \| |
|  |                                                              |
|  | S. hosoyae                                                   |
|  |                                                              |
|  | S. dudleyi                                                   |
|  |                                                              |
|  | S. emarginata                                                |
|  |                                                              |

|  | S. dudleyi    |
|  |               |
|  | S. emarginata |
|  |               |

|  | S. korfiana                                                       |
|  |                                                                   |
|  | \| \| S. occidentalis \| \| \| \| \| \| S. mesocyatha \| \| \| \| |
|  |                                                                   |
|  | S. occidentalis                                                   |
|  |                                                                   |
|  | S. mesocyatha                                                     |
|  |                                                                   |

|  | S. occidentalis |
|  |                 |
|  | S. mesocyatha   |
|  |                 |

|  | \| \| S. dudleyi \| \| \| \| \| \| S. emarginata \| \| \| \| |
|  |                                                              |
|  | S. hosoyae                                                   |
|  |                                                              |
|  | S. dudleyi                                                   |
|  |                                                              |
|  | S. emarginata                                                |
|  |                                                              |

|  | S. dudleyi    |
|  |               |
|  | S. emarginata |
|  |               |

|  | S. korfiana                                                       |
|  |                                                                   |
|  | \| \| S. occidentalis \| \| \| \| \| \| S. mesocyatha \| \| \| \| |
|  |                                                                   |
|  | S. occidentalis                                                   |
|  |                                                                   |
|  | S. mesocyatha                                                     |
|  |                                                                   |

|  | S. occidentalis |
|  |                 |
|  | S. mesocyatha   |
|  |                 |

|  | \| \| S. dudleyi \| \| \| \| \| \| S. emarginata \| \| \| \| |
|  |                                                              |
|  | S. hosoyae                                                   |
|  |                                                              |
|  | S. dudleyi                                                   |
|  |                                                              |
|  | S. emarginata                                                |
|  |                                                              |

|  | S. dudleyi    |
|  |               |
|  | S. emarginata |
|  |               |

|  | S. korfiana                                                       |
|  |                                                                   |
|  | \| \| S. occidentalis \| \| \| \| \| \| S. mesocyatha \| \| \| \| |
|  |                                                                   |
|  | S. occidentalis                                                   |
|  |                                                                   |
|  | S. mesocyatha                                                     |
|  |                                                                   |

|  | S. occidentalis |
|  |                 |
|  | S. mesocyatha   |
|  |                 |

|  | \| \| S. dudleyi \| \| \| \| \| \| S. emarginata \| \| \| \| |
|  |                                                              |
|  | S. hosoyae                                                   |
|  |                                                              |
|  | S. dudleyi                                                   |
|  |                                                              |
|  | S. emarginata                                                |
|  |                                                              |

|  | S. dudleyi    |
|  |               |
|  | S. emarginata |
|  |               |

|  | S. korfiana                                                       |
|  |                                                                   |
|  | \| \| S. occidentalis \| \| \| \| \| \| S. mesocyatha \| \| \| \| |
|  |                                                                   |
|  | S. occidentalis                                                   |
|  |                                                                   |
|  | S. mesocyatha                                                     |
|  |                                                                   |

|  | S. occidentalis |
|  |                 |
|  | S. mesocyatha   |
|  |                 |

|  | \| \| S. dudleyi \| \| \| \| \| \| S. emarginata \| \| \| \| |
|  |                                                              |
|  | S. hosoyae                                                   |
|  |                                                              |
|  | S. dudleyi                                                   |
|  |                                                              |
|  | S. emarginata                                                |
|  |                                                              |

|  | S. dudleyi    |
|  |               |
|  | S. emarginata |
|  |               |

|  | S. korfiana                                                       |
|  |                                                                   |
|  | \| \| S. occidentalis \| \| \| \| \| \| S. mesocyatha \| \| \| \| |
|  |                                                                   |
|  | S. occidentalis                                                   |
|  |                                                                   |
|  | S. mesocyatha                                                     |
|  |                                                                   |

|  | S. occidentalis |
|  |                 |
|  | S. mesocyatha   |
|  |                 |

|  | \| \| S. dudleyi \| \| \| \| \| \| S. emarginata \| \| \| \| |
|  |                                                              |
|  | S. hosoyae                                                   |
|  |                                                              |
|  | S. dudleyi                                                   |
|  |                                                              |
|  | S. emarginata                                                |
|  |                                                              |

|  | S. dudleyi    |
|  |               |
|  | S. emarginata |
|  |               |

|  | S. korfiana                                                       |
|  |                                                                   |
|  | \| \| S. occidentalis \| \| \| \| \| \| S. mesocyatha \| \| \| \| |
|  |                                                                   |
|  | S. occidentalis                                                   |
|  |                                                                   |
|  | S. mesocyatha                                                     |
|  |                                                                   |

|  | S. occidentalis |
|  |                 |
|  | S. mesocyatha   |
|  |                 |

|  | \| \| S. dudleyi \| \| \| \| \| \| S. emarginata \| \| \| \| |
|  |                                                              |
|  | S. hosoyae                                                   |
|  |                                                              |
|  | S. dudleyi                                                   |
|  |                                                              |
|  | S. emarginata                                                |
|  |                                                              |

|  | S. dudleyi    |
|  |               |
|  | S. emarginata |
|  |               |

|  | S. korfiana                                                       |
|  |                                                                   |
|  | \| \| S. occidentalis \| \| \| \| \| \| S. mesocyatha \| \| \| \| |
|  |                                                                   |
|  | S. occidentalis                                                   |
|  |                                                                   |
|  | S. mesocyatha                                                     |
|  |                                                                   |

|  | S. occidentalis |
|  |                 |
|  | S. mesocyatha   |
|  |                 |

|  | \| \| S. dudleyi \| \| \| \| \| \| S. emarginata \| \| \| \| |
|  |                                                              |
|  | S. hosoyae                                                   |
|  |                                                              |
|  | S. dudleyi                                                   |
|  |                                                              |
|  | S. emarginata                                                |
|  |                                                              |

|  | S. dudleyi    |
|  |               |
|  | S. emarginata |
|  |               |

As relações filogenéticas no gênero Sarcoscypha foram analisadas por Francis Harrington no final da década de 1990. A análise cladística combinou a comparação de sequências do espaçador interno transcrito no RNA não funcional com quinze caracteres morfológicos tradicionais, como características dos esporos, formato do ascoma e grau de ondulação dos pelos. Com base nessa análise, a S. occidentalis faz parte de um clado de táxons evolutivamente relacionados que inclui as espécies S. dudleyi, S. emarginata, S. hosoyae, S. korfiana e S. mesocyatha. Todas essas espécies contêm grandes gotículas de óleo em seus esporos, em contraste com o outro clado principal de Sarcoscypha (que contém a espécie-tipo S. coccinea), caracterizado por ter gotículas menores e mais numerosas. A espécie mais intimamente relacionada à S. occidentalis é a S. mesocyatha, conhecida apenas no Havaí.

### Subdivisão
Uma variedade jamaicana foi nomeada como Plectania occidentalis var. jamaicensis; ela tem um himênio mais rosado.

### Forma anamórfica
Os fungos anamórficos ou imperfeitos são aqueles que parecem não ter um estágio sexual em seu ciclo de vida e normalmente se reproduzem pelo processo de mitose em estruturas chamadas conídios. Em alguns casos, o estágio sexual - ou teleomorfo - é identificado posteriormente, e uma relação teleomorfo-anamorfo é estabelecida entre as espécies. O Código Internacional de Nomenclatura Botânica permite o reconhecimento de dois (ou mais) nomes para um mesmo organismo, um baseado no teleomorfo e o(s) outro(s) restrito(s) ao anamorfo.
O estado anamórfico de S. occidentalis é Molliardiomyces occidentalis, descrito por John W. Paden. Essa forma produz conidióforos lisos e incolores (talos especializados que carregam conídios) medindo 20-230 por 2-3,2 μm. Os conídios são aproximadamente esféricos a ovóides, lisos, translúcidos (hialinos) e têm 4,6-7,0 por 3,0-3,8 μm.

## Descrição
Dependendo da idade, os ascomas podem variar em forma de taças profundas, pires e discos na maturidade, e podem atingir diâmetros de até 2 cm. Em espécimes jovens, as bordas do copo são curvadas para dentro e crenuladas (com pequenas vieiras arredondadas); as bordas do copo em espécimes mais velhos tornam-se laciniadas (com bordas irregulares cortadas em segmentos irregulares). Os copos repousam sobre um estipe de tamanho pequeno a médio, com até 30 mm de comprimento e 1,5-2 mm de espessura, e fixado centralmente ou lateralmente na parte inferior do copo. A base do estipe pode ser coberta por "pelos" translúcidos. A superfície interna dos copos com esporos férteis, o himênio, é vermelho vivo, mas desbota para amarelo ou laranja quando seca; é lisa ou se torna lisa com o tempo. Os ascomas são carnudos a emborrachados quando frescos, mas se tornam coriáceos quando secos. A carne é fina e não tem odor ou sabor característico, nem valor culinário.

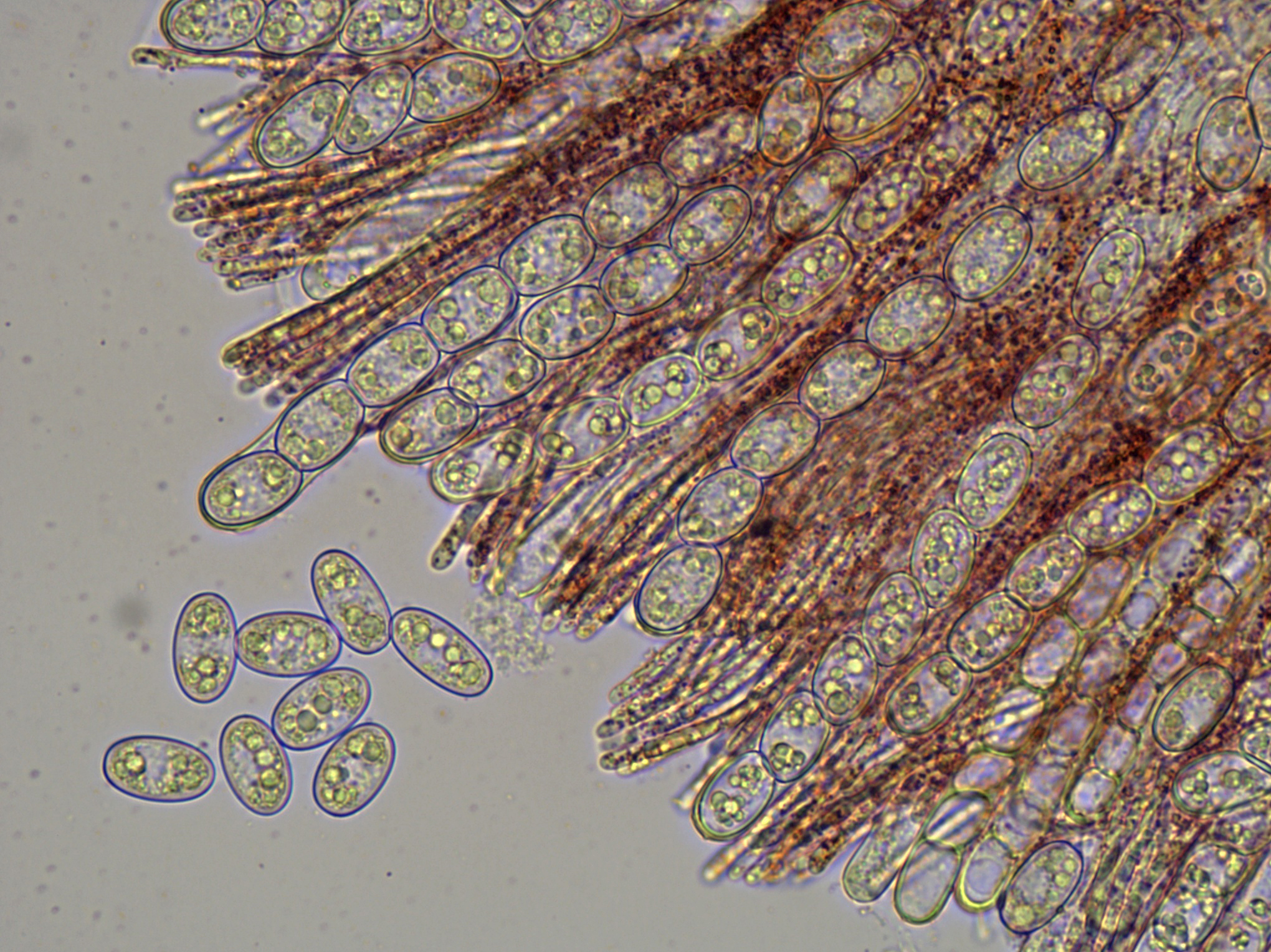
Micrografia de esporos e ascos

Excipulum é um termo usado para se referir ao tecido ou tecidos que contêm o himênio de um ascoma de ascomiceto. O excipulum ectal (camada externa de tecido) é fino (20-30 μm de espessura), feito de um tipo de tecido conhecido como textura porrecta, que consiste em hifas mais ou menos paralelas, todas em uma direção, com lumina ampla e paredes não espessadas. O excipulum medular (camada média de tecido) é espesso (200-600 μm) e feito de textura intricata, uma camada de tecido feita de hifas irregularmente entrelaçadas com espaços distintos entre as hifas. Os ascos (estruturas filamentosas nas quais os esporos se desenvolvem) são cilíndricos com bases gradualmente afiladas, com oito poros e medem 240-280 por 12-15 μm. Os esporos têm formas elipsoidais a aproximadamente cilíndricas, geralmente com extremidades rombas, e medem de 19 a 22 por 10 a 12 μm. Eles têm superfícies lisas e geralmente contêm duas grandes gotas de óleo. As paráfises (hifas estéreis e filamentosas presentes no himênio) são cilíndricas, com 2-3 μm de espessura, pouco alargadas em seus ápices, retas e, em sua maioria, não ramificadas na ponta. Às vezes, elas podem se anastomosar, mas não formam uma rede visível. As paráfises contêm numerosos grânulos vermelhos.

### Espécies semelhantes
A S. occidentalis é frequentemente confundida com a S. coccinea, mas se distingue macroscopicamente dessa espécie por seus ascomas menores, esporos menores e exterior menos peludo. As duas espécies também diferem em sua distribuição sazonal e geográfica: a S. occidentalis frutifica do final da primavera ao início do outono nos Estados Unidos, enquanto a S. coccinea frutifica no início da primavera, e é distribuída no leste da América do Norte, no meio-oeste, nos vales entre a costa do Pacífico e Sierras Nevadas, bem como na Europa, África, Austrália e Índia. Outra espécie do leste da América do Norte, a S. austriaca, tem ascomas escarlates de até 6 cm de largura e frutifica no início da primavera.
A S. occidentalis também pode ser confundida com a Microstoma floccosum, que ocorre no mesmo habitat. No entanto, a M. floccosum tem copos mais altos e é coberta por pêlos brancos rígidos. Outro fungo em forma de copo, a Scutellinia scutellata, tem formato de disco sem estipe e é franjada com pêlos pretos ao redor da borda. As espécies de Melastiza geralmente não têm estipes e a Phillipsia domingensis produz copos arroxeados ou vermelho-escuros com a parte inferior branca.

## Habitat e distribuição

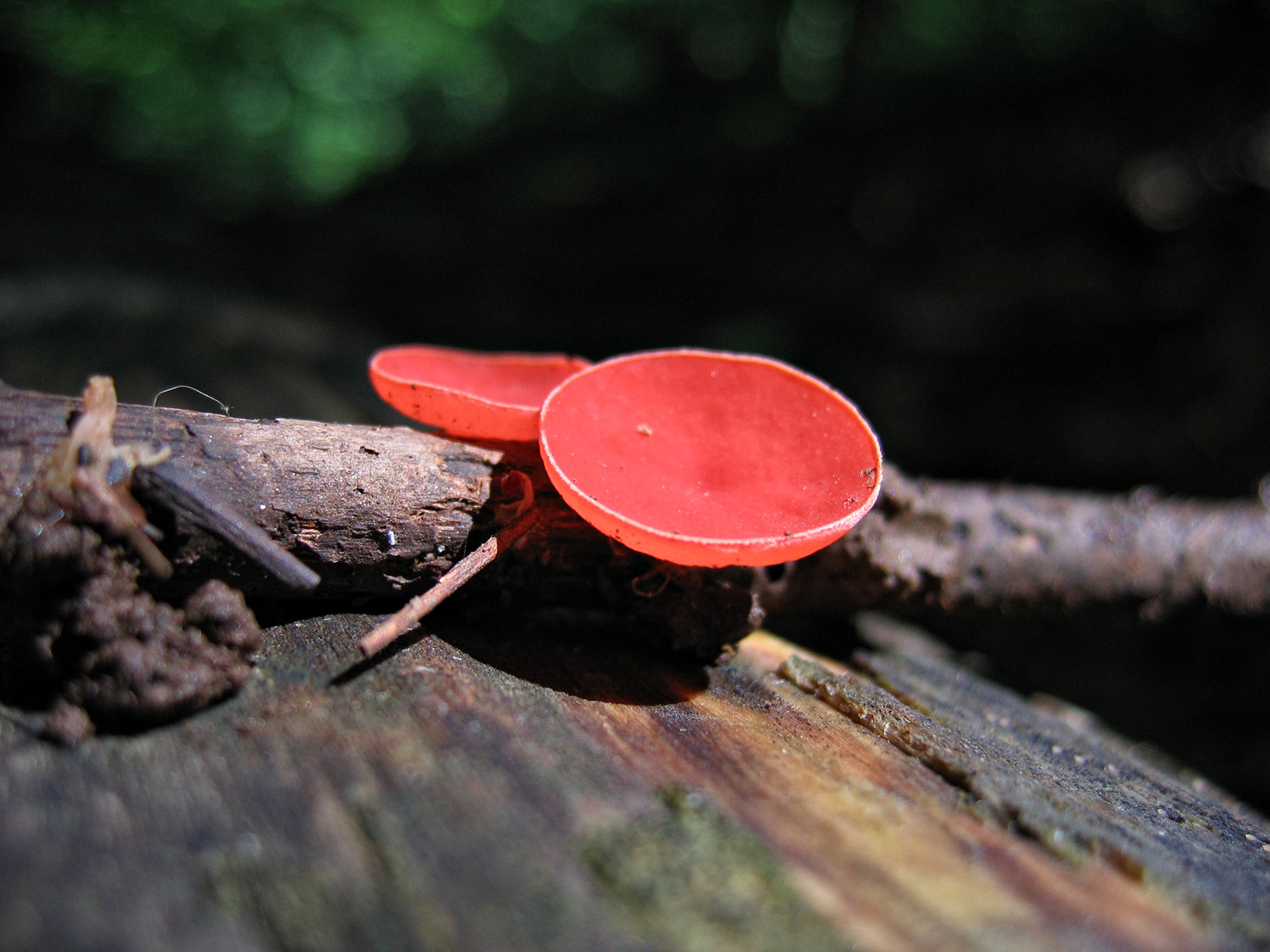
S. occidentalis cresce em paus e galhos.

O fungo é encontrado na América do Norte, a leste das Montanhas Rochosas, e em altitudes mais elevadas na América Central e no Caribe. Também foi coletado no Japão e em Taiwan.
Como um fungo saprófito, o S. occidentalis faz parte de uma comunidade de fungos que desempenha um papel importante no ecossistema florestal ao quebrar as complexas moléculas insolúveis de celulose e lignina da madeira e das folhas em oligossacarídeos menores que podem ser usados por diversos micróbios. Os cogumelos podem crescer solitários, dispersos ou agrupados em gravetos, galhos e fragmentos de madeira morta, geralmente um pouco decompostos e parcialmente enterrados nos 5 cm superiores do solo e da serapilheira. Prefere solo úmido e sombreado e com alto teor de húmus. Como todas as espécies de Sarcoscypha, prefere a madeira de angiospermas, como carvalho, bordo e Tilia americana; um guia de campo registra uma preferência por Carya ovata.